# Castaway
Castaway (en español: Naufragos) es una serie juvenil australiana producida en el Seven Network estrenada el 12 de febrero del 2011 y que terminó sus transmisiones el 20 de julio del mismo año. La serie es la secuela de la serie juvenil australiana Trapped. 
La serie también contó con la participación invitada de los actores Baillie Millar, Wendilyn Torres, Zoe Docherty, Paddy Freeman, Psembi Kinstan, Nikki Albert, Peter Marlow, entre otros...

## Trama
Los niños de la serie anterior Trapped siguen pensando en la posibilidad de salir de esa isla con sus arriesgadas aventuras.

## Reparto
| Actor             | Personaje        | N.º de episodios | Duración    |
| ----------------- | ---------------- | ---------------- | ----------- |
| Benjamin Jay      | Ryan Cavaner     | 26               | 2010 - 2011 |
| Brad Albert       | Gabe Schwartz    | 26               | 2010 - 2011 |
| Joshua Hibble     | Zuke Haddon      | 26               | 2010 - 2011 |
| Anthony Spanos    | Josh Jacobs      | 26               | 2010 - 2011 |
| Mikayla Southgate | Jarrah Haddon    | 25               | 2010 - 2011 |
| Natasha Phillips  | Lily Taylor      | 25               | 2011        |
| Matilda Terbio    | Emma "Em" Taylor | 25               | 2011        |
| Tara Bilston      | Saskia           | 24               | 2010 - 2011 |

### Reparto recurrente
| Actor          | Personaje        | N.º de episodios | Duración |
| -------------- | ---------------- | ---------------- | -------- |
| Louis Biggs    | Tom              | 16               | 2011     |
| Maia Mitchell  | Natasha Hamilton | 15               | 2011     |
| Luisa Mitchell | Hope             | 15               | 2011     |
| Matty Blackley | Beau             | 12               | 2011     |
| Ava Cardenas   | Chloe            | 12               | 2011     |
| Jacob Clarke   | Max              | 12               | 2011     |
| Jayden Cornish | Liam             | 12               | 2011     |
| Logan Deiley   | Gemma            | 12               | 2011     |
| Sarah Mills    | Dionne           | 11               | 2011     |
| Lincoln Hall   | Eli Fox          | 10               | 2011     |

## Producción
En Suecia la serie se estrenó el 1 de noviembre del 2010 y terminó sus transmisiones el 6 de diciembre del 2010. La serie se estrenó en Australia el 12 de febrero del 2011 y terminó sus transmisiones el 20 de julio del 2011, su transmisión en Australia se retrasó, así que se estrenó primero en la televisión sueca.